# Борьба за справедливость
«Борьба за справедливость» (англ. Quest For Justice) — телефильм режиссёра Джеймса Кича, драма, описывающая жизнь американской журналистки Хейзел Брэннон-Смит.
Впервые был показан 17 апреля 1994 года в США.
Фильм известен также под названием A Passion for Justice: The Hazel Brannon Smith Story (в переводе с англ. — «Страсть к справедливости: история Хейзел Брэннон-Смит»).

## Сюжет
В фильме рассказана история жизни Хейзел Брэннон-Смит, американской журналистки и редактора. В фильме уделено большое внимание её борьбе против расовой дискриминации и сегрегации в США в середине 1950-х годов. Брэннон-Смит в этой борьбе рисковала потерять всё — своё благосостояние, свою любовь, свою жизнь.
Героиня заканчивает учёбу и начинает работать в газете в городе Ликсингтоне штата Миссисипи. Её статьи затрагивают острые темы — политику, коррупцию в штате Миссисипи, равноправие чёрного и белого населения. Многим политикам это не нравится, но Брэннон-Смит продолжает свою деятельность, вступая в противостояние с Советом Белых Граждан. Опасная и полезная работа журналистки не остаётся без внимания общества — она получает Пулитцеровскую премию.

## В ролях
- Джейн Сеймур — Хазэль Брэннон Смит
- Дональд Моффетт — Смитти
- Лу Уолкер — Рилей
- Мишель Джойнер — Энн Синклэр
- Старлетта Дюпуа — Рут
- Ричард Кили — Граф Клэйберн
- Бретт Райс — Шериф Коул
- Джинетт Лэйн Брэдбери — Лили Клэйберн
- Дэвид де Врис — Лили Синклэр
- Ральф Уилкокс — Сэм
- Ребекка Уэклер — Фоэб